# Side-scrolling

Een zijwaarts scrollende spelwereld.

Side-scrolling of zijwaarts scrollend is een techniek bij computerspellen waarbij het beeld met de protagonist mee beweegt bij een speelveld dat groter is dan één enkel scherm. In dit spelbeeld ziet de speler de protagonist van de zijkant, en scrollt het spelbeeld over het scherm in zijwaartse richting.
Het was gebruikelijk in vroege computerspellen een groter speelveld op te delen in afgebroken schermen waarbij het spelbeeld versprong wanneer de speler de rand van het scherm bereikte. De overstap van enkelbeeld of flip-screen-spellen naar side-scrolling vond plaats eind jaren 1970, en wordt gezien als een grote stap in spelontwerp, vergelijkbaar met de overstap naar 3D-spellen binnen de vijfde generatie spelcomputers.
Ondanks dat side-scrolling-spellen zijn verdrongen door 3D-spellen, worden deze nog steeds geproduceerd, voornamelijk voor draagbare spelcomputers of spellen in het platformgenre.

## Bekende voorbeelden
Enkele bekende spellen waarin side-scrolling voorkomt:
- Battletoads
- Sonic the Hedgehog
- Super Mario Bros.
- New Super Mario Bros.
- Super Meat Boy
- Pac-Land
- Castlevania-serie
- Mega Man-serie
- Wonder Boy-serie